# Świątynia I (Tikál)

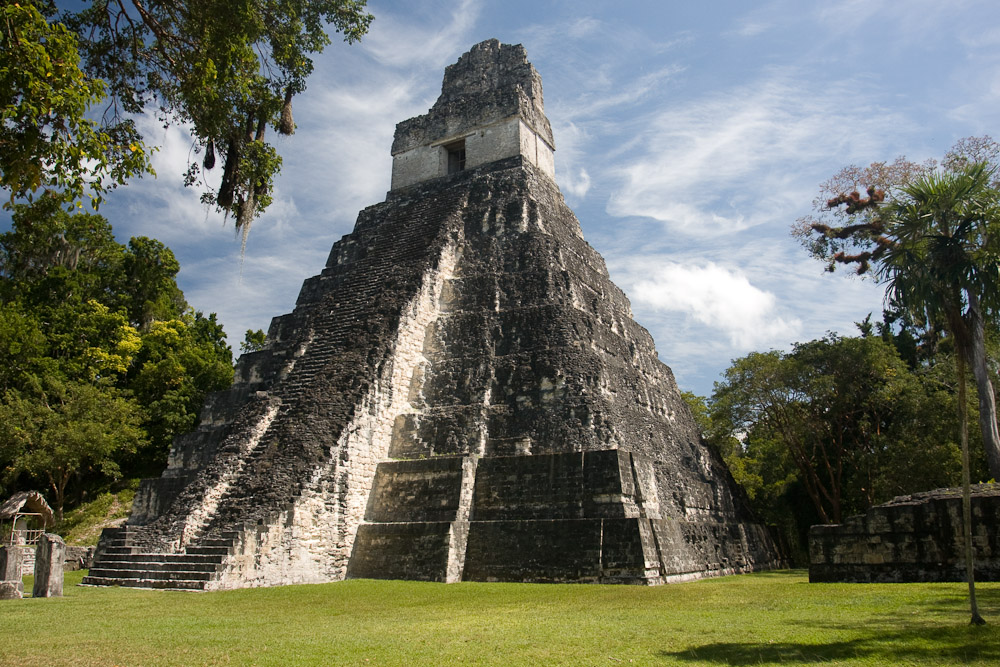
Świątynia I

Świątynia I (hiszp. Templo I) – piramida schodkowa Majów położona w starożytnym mieście Tikál w Gwatemali. Powstała pod koniec okresu klasycznego około 730 roku n.e. Mierzy 47 m wysokości, a jej charakterystyczną cechą jest wysokie zwieńczenie dachu świątyni, często spotykane w architekturze Majów. Nazywana jest także Świątynią Wielkiego Jaguara z powodu nadproża, które przedstawia władcę siedzącego na tronie jaguara.
Budowla ulokowana jest po wschodniej stronie Wielkiego Placu, co jest o tyle nietypowe, że tradycyjnie świątynie służące za grobowce stawiano wyłącznie po stronie północnej przy miejskim Akropolu.

## Charakterystyka
Świątynia poza funkcją obrzędową pełniła również rolę grobowca dla tikalskiego władcy Jasawa Chana Kʼawiila I panującego w latach 682-734. Komora grobowa znajduje się głęboko wewnątrz budowli i według archeologów została wzniesiona jako pierwsza, a dopiero potem zbudowano na niej piramidę. Przebieg prac nadzorował sam Jasaw Chan K'awiil oraz jego syn i następca Yikʼin Chan Kʼawiil. Władca przypuszczalnie na długo przed swoją śmiercią zaplanował budowę świątyni. Uważa się, że dziewięć tarasów, z których się ona składa, symbolizuje dziewięć poziomów podziemnego świata, a zwrócenie budowli w kierunku zachodzącego słońca to symbol krainy cieni, do której miała prowadzić.
Wewnątrz świątyni znajdują się dobrze zachowane, drewniane nadproża. Jedno z nich oznaczone numerem 3 pomalowane zostało na czerwono. Pigwica właściwa, z którego je wyrzeźbiono, jest bardzo twardym czerwono-brązowym drzewem powszechnie występującym w okolicy. Nadproża wykonywano z desek tego drzewa, a następnie umieszczano w małych niszach znajdujących się w ścianach świątyni. Najbardziej zawiłe składało się z czterech desek, ale w XIX wieku dwie z nich przeniesiono w nieznane miejsce. Dwie pozostałe zabrał Alfred Maudslay i wysłał do Muzeum Brytyjskiego, gdzie znajdują się do dziś.
Na szczycie budowli znajduje się wysokie, kamienne zwieńczenie udekorowane rzeźbą siedzącego władcy Jasawa Chana K'awiila I, choć trudno ją obecnie dostrzec. Wewnątrz świątyni zbudowano trzy wąskie i ciemne pomieszczenia o typowym dla Majów sklepieniu kołnierzowym.

## Królewski grobowiec
W 1962 roku archeolodzy prowadzący badania świątyni wydrążyli pod jej schodami tunel i odkryli dużą podziemną komnatę, która okazała się grobowcem Jasawa Chana K'awiila I. Wewnątrz znajdowała się kamienna ława, na której spoczywało ciało władcy przykryte mnóstwem nefrytowych ozdób i biżuterii. W grobowcu znajdowały się także liczne skóry jaguara, zdobiona ceramika, rzadkie muszle spondylusa, perły, przedmioty z jadeitu oraz różne wyroby artystyczne. Wśród odkrytych artefaktów była także waza ozdobiona wizerunkiem władcy i 37 ludzkich kości pokrytych hieroglificznym pismem Majów. Tekst odnosił się do sojuszników miasta Tikál, Copán oraz Palenque i zawierał imiona ich władców. Na jednej z kości wyrzeźbiono również portret jeńca zwanego Ox Ha Te Ixil, który był wasalem Calakmul – wielkiego wroga Tikál. Z kolei inne kości przedstawiały m.in. boga kukurydzy zmierzającego do świata podziemi w kanu oraz wizerunki innych bóstw.

## Odkrycie i badania
Miasto zostało opuszczone w IX wieku, jednak część budowli była zamieszkiwana aż do XIII wieku. Ukryte w dżungli ruiny zostały odkryte pod koniec XVII wieku przez hiszpańskich misjonarzy. W 1848 roku miasto zostało ponownie odkryte przez naukową ekspedycję zorganizowaną przez rząd Gwatemali. W 1877 roku część zabudowań została splądrowana, łącznie z głównymi świątyniami.
W latach 1881-82 badacz ruin Alfred P. Maudslay sporządził pierwszą mapę centrum miasta, na którą naniósł pięć świątyń, oznaczając je literami alfabetu. W 1895 roku E. Teoberto Maler, przeprowadzając pomiary topograficzne, określił Świątynię I jako „Pierwszą Wielką Świątynię”. W 1911 roku inny badacz Alfred Tozzer przejął nazewnictwo Malera, ale później skrócił je do obecnej nazwy.
W 1955 roku Uniwersytet Pensylwanii rozpoczął „Projekt Tikal”, w ramach którego przeprowadzono serię badań archeologicznych i przygotowano ruiny do udostępnienia dla turystów. Prace objęły także Świątynię I i II, jednak pomimo prowadzonych wykopalisk dopiero w 1962 roku odkryto grobowiec Jasawa Chana K'awiila I.